# Maxillaria bradei
Maxillaria bradei là một loài thực vật có hoa trong họ Lan. Loài này được Schltr. ex Hoehne mô tả khoa học đầu tiên năm 1936.